# ساليسبوري (دائرة انتخابية في المملكة المتحدة)
ساليسبوري (بالإنجليزية: Salisbury)‏ هي إحدى الدوائر الانتخابية في المملكة المتحدة الممثلة في مجلس العموم في برلمان المملكة المتحدة.
عضو البرلمان الذي يمثلها حالياً هو :Robert Key (Con).